# Асерри (кантон)
Асерри (исп. Aserrí) — кантон в провинции Сан-Хосе Коста-Рики.

## География
Находится в центральной части провинции. Граничит на юге с провинцией Пунтаренас. Административный центр — Асерри.

## Округа
Кантон разделён на 7 округов:
1. Асерри
2. Тарбака
3. Вуэльта-де-Хорко
4. Сан-Габриель
5. Легуа
6. Монтеррей
7. Салитрильос